# Adrian Sarkisian
Adrian Sarkisian (Montevideo, 13 febbraio 1979) è un ex calciatore uruguaiano di origini armene, di ruolo centrocampista.

## Palmarès

### Club

#### Competizioni nazionali
- Coppa di Lega francese: 1

Nancy: 2005-2006